# Istevoni
Nella Germania Tacito, gli Istevoni (italianizzato anche come Istaevoni; in latino Istaevones) sono uno dei tre gruppi nei quali si ripartivano i Germani occidentali, accanto a Ingevoni e Erminoni. La storiografia moderna ha identificato gli Istevoni con le tribù germaniche stanziate nel bacino del Reno-Weser; tra queste, una delle più rilevanti fu quella dei Catti, che forse però era un endoetnonimo che indicava proprio l'insieme degli Istevoni: per esempio i Batavi, certamente istevoni, sono da Tacito indicati anche come tribù appartenente al popolo dei Catti. Degli Istevoni facevano parte anche gli Ubi e i Treveri e da una loro tribù ebbe origine una della più importanti federazioni etniche germaniche: quella dei Franchi.

## I Catti
Tra le principali popolazioni istevoni(se non lo stesso popolo nella sua totalità), i Catti occupavano un'ampia regione tra il Reno e il Weser, tra gli attuali Land tedeschi dell'Assia e della Bassa Sassonia. Resistettero valorosamente ai tentativi di conquista romani, partecipando alla Battaglia della foresta di Teutoburgo che segnò il definitivo arresto dell'espansione romana in Germania Magna (9 d.C.).
Nel corso del I e del II secolo i Catti si scontrarono ancora ripetutamente con l'Impero romano, che aveva eretto il proprio Limes proprio nel loro territorio, per arginarne le incursioni; in seguito sarebbero entrati a far parte della confederazione dei Franchi (VI secolo). Furono cristianizzati da san Bonifacio nell'VIII secolo.

## I Batavi
Forse tribù appartenente ai Catti, i Batavi sono collocati da Tacito nell'area della foce del Reno, a cavallo dunque del Limes romano. Alleati della stessa Roma, ne riconobbero l'autorità e le fornirono contingenti militari (soprattutto di cavalleria), pur rimanendo esentati da tributi. Nel 69-70, tuttavia, si ribellarono (Rivolta batava) e sterminarono quattro legioni, prima di essere definitivamente sottomessi da Quinto Petillio Cereale.

## Gli Ubi
Stanziati lungo la riva destra del Reno e confinanti con gli Usipeti, sul finire del I secolo a.C. passarono il fiume e si stanziarono in Gallia, presso Colonia.

## I Treveri
Stanziati in Gallia belgica, i Treveri (o Treviri) erano probabilmente una popolazione etnicamente mista, che includeva numerosi elementi celtici. Durante la conquista della Gallia cesariana, furono condotti contro il proconsole romano dal loro capo Induziomaro, ma furono sconfitti da Tito Labieno.

## I Franchi
Inizialmente una piccola tribù, probabilmente un ramo dei Catti, nel II-III secolo attorno ai Franchi si aggregò una vasta confederazione etnica, che incluse altri Istaevones (Catti, Cauci, Bructeri, Camavi, Sigambri), Erminoni (Bavari) e Ingevoni (Sassoni).
Dopo alcune incursioni in territorio romano (III secolo), ai Franchi venne assegnata un'ampia area della Gallia Belgica, che occuparono come foederati. Da lì prese avvio, a partire dall'inizio del V secolo (406), un vasto e continuo processo di espansione, che li portò prima alla conquista dell'antica Gallia (sotto la dinastia dei Merovingi) e poi alla fondazione di un impero europeo (con Carlo Magno e i Carolingi).

### Fonti primarie
- Beda il Venerabile, Historia ecclesiastica gentis Anglorum.
- Cesare, De bello Gallico.
- Cornelio Tacito, Germania.
- Strabone, Geografia.
- Tolomeo, Geografia.

### Fonti secondarie
- Francisco Villar, Gli Indoeuropei e le origini dell'Europa, Bologna, Il Mulino, 1997, ISBN 88-15-05708-0.